# Dianthidium simile
Dianthidium simile is een vliesvleugelig insect uit de familie Megachilidae. De wetenschappelijke naam van de soort is voor het eerst geldig gepubliceerd in 1864 door Cresson.